# Milan Pacher
Milan Pacher (* 3. Oktober 1990 in Banská Bystrica) ist ein slowakischer Schachgroßmeister. Er gewann 2016 die slowakische Einzelmeisterschaft.

## Laufbahn
Pacher erhielt von der FIDE 2007 den Titel eines FIDE-Meisters, 2010 den Titel eines Internationalen Meisters und 2016 schließlich den Großmeistertitel.
Mit dem ŠK Slovan Bratislava gewann er in der Saison 2008/09 die slowakische Extraliga. Im Jahre 2016 vertrat er sein Land bei der Schacholympiade. Seine bisher höchste Elo-Zahl war 2508 im März 2016. Róbert Tibenský war einer seiner Schachlehrer.